# Mark sarrois
Le mark sarrois (Saarmark) fut l'unité monétaire du protectorat de la Sarre sous l'occupation militaire française pendant quelques mois en 1947. Il servait à préparer la création d'une union économique de la Sarre avec la France.

## Histoire du mark sarrois
Le mark sarrois a remplacé le Reichsmark à parité équivalente en juin 1947, avec l'édition des billets à 1, 2, 5, 10, 50 et 100 mark. Les pièces de monnaie du Reichsmark (les Pfennige) restaient en circulation. Le 20 novembre 1947, le franc français fut introduit en Sarre avec un taux d'échange de 20 francs pour un mark. Le 15 janvier 1948, le mark sarrois perdait son statut de moyen de paiement légal au profit du franc sarrois. Jusqu'au 30 juin 1948 il était encore possible d'échanger ces billets à la banque.

## Billets de banque sarrois
Série de 1947 :

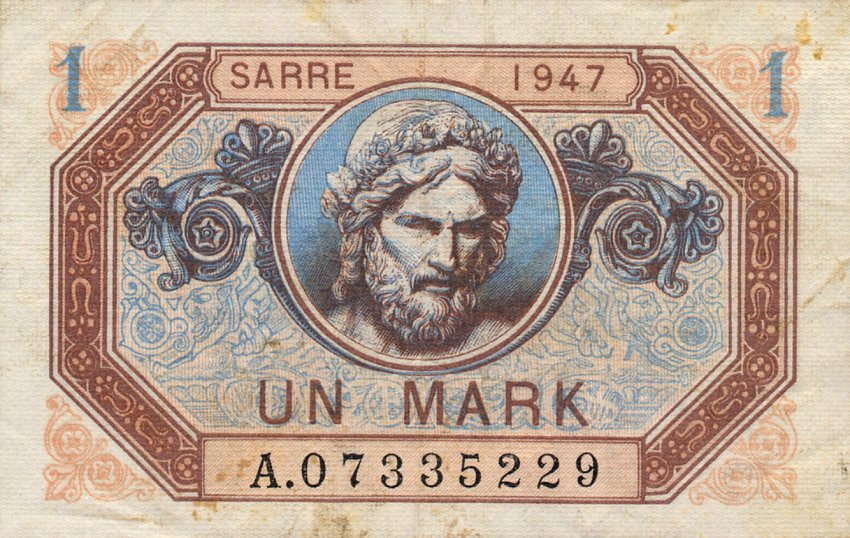
1 Mark sarrois
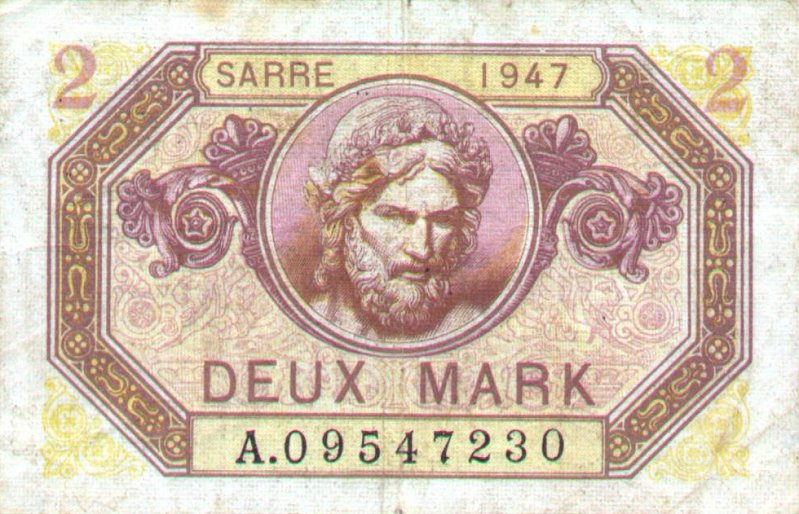
2 Mark sarrois
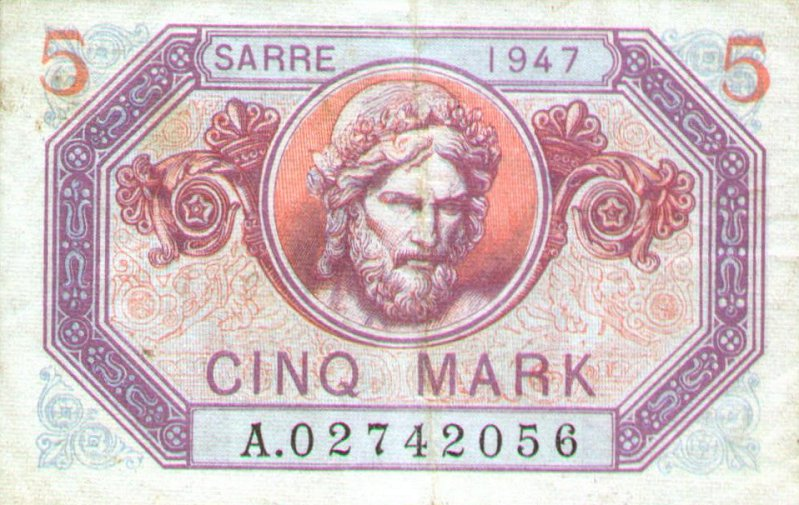
5 Mark sarrois
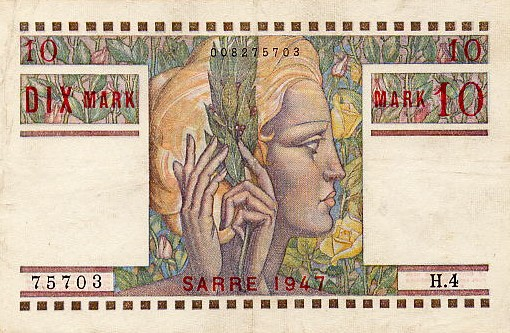
10 Mark sarrois
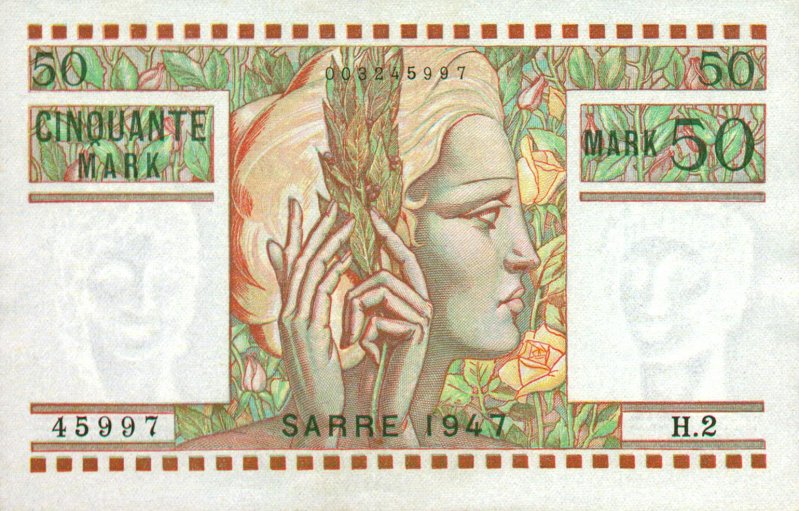
50 Mark sarrois
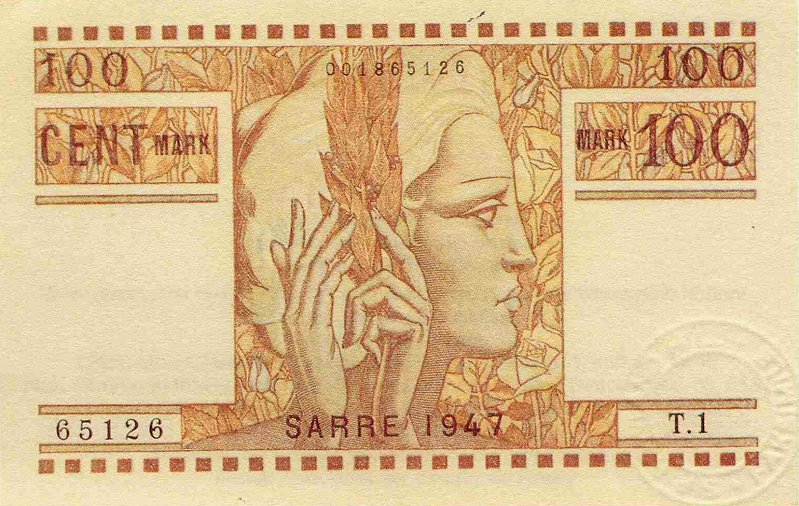
100 Mark sarrois

## Liens
- Voir la Liste des unités monétaires modernes obsolètes